# 공항 가는 길
《공항 가는 길》은 2016년 9월 21일부터 2016년 11월 10일까지 방영된 KBS 2TV 수목 드라마이다.

## 줄거리
인생의 큰 전환점인 '제2의 사춘기'를 겪는 기혼 남녀가 가질 수 있는 공감과 위로, 세상에 당당한 관계와 진정한 가족애를 그린 작품.

## 등장인물

### 주요 인물
- 김하늘: 최수아 역 진석의 아내
- 이상윤: 서도우 역 혜원의 남편
- 신성록: 박진석 역 수아의 남편
- 최여진: 송미진 역
- 장희진: 김혜원 역 도우의 아내

### 최수아의 가족
- 이영란: 김영숙 역
- 김환희: 박효은 역 진석과 수아의 딸
- 김권: 최제아 역 수아의 남동생

### 서도우의 가족
- 예수정: 고은희 역
- 박서연: 애니 서/서은우 역. 도우와 혜원의 딸
- 손종학: 민석 역

### 최수아의 주변 인물
- 오지혜: 메리 역
- 하재숙: 이현주 역

### 서도우의 주변 인물
- 최송현: 한지은 역
- 김견우: 장현우 역
- 조경숙: 홍경자 역
- 김사희: 황현정 역
- 송유현: 최경숙 역

### 항공사 직원들
- 김성훈: 박창훈 역
- 김태형: 케빈 오 역
- 박선임: 김주현 역
- 최서연: 이선영 역
- 정연주: 강은주 역
- 이정혁: 박상협 역
- 나혜진: 양혜진 역

### 그 외 인물들
- 김민상
- 박대규

## 시청률
아래의 파란색 숫자는 '최저 시청률'이고, 빨간색 숫자는 '최고 시청률'입니다. 시청률조사회사와 지역별로 시청률에 차이가 있을 수 있습니다.
| 2016년      | 2016년      | 2016년         | 2016년       | 2016년         | 2016년       |
| 회차        | 방송일      | TNmS 시청률    | TNmS 시청률  | AGB 시청률     | AGB 시청률   |
| 회차        | 방송일      | 대한민국(전국) | 서울(수도권) | 대한민국(전국) | 서울(수도권) |
| ----------- | ----------- | -------------- | ------------ | -------------- | ------------ |
| 제1회       | 9월 21일    | 8.5%           | 9.6%         | 7.4%           | 7.4%         |
| 제2회       | 9월 22일    | 7.5%           | 7.5%         | 7.5%           | 7.9%         |
| 제3회       | 9월 28일    | 7.6%           | 8.1%         | 9.0%           | 9.3%         |
| 제4회       | 9월 29일    | 8.1%           | 9.3%         | 8.3%           | 8.4%         |
| 제5회       | 10월 5일    | 6.6%           | 6.1%         | 7.5%           | 7.8%         |
| 제6회       | 10월 6일    | 7.1%           | 7.4%         | 9.1%           | 9.9%         |
| 제7회       | 10월 12일   | 6.9%           | 6.8%         | 8.5%           | 8.8%         |
| 제8회       | 10월 13일   | 6.8%           | 6.8%         | 7.4%           | 8.1%         |
| 제9회       | 10월 19일   | 6.6%           | 6.8%         | 7.8%           | 8.1%         |
| 제10회      | 10월 20일   | 6.8%           | 7.4%         | 8.1%           | 8.7%         |
| 제11회      | 10월 26일   | 7.1%           | 6.7%         | 8.8%           | 10.1%        |
| 제12회      | 10월 27일   | 7.2%           | 7.2%         | 9.3%           | 9.8%         |
| 제13회      | 11월 2일    | 6.7%           | 7.4%         | 8.5%           | 9.2%         |
| 제14회      | 11월 3일    | 6.5%           | 6.5%         | 9.1%           | 9.4%         |
| 제15회      | 11월 9일    | 6.1%           | 6.8%         | 8.1%           | 8.9%         |
| 제16회      | 11월 10일   | 6.5%           | 6.1%         | 9.3%           | 9.8%         |
| 평균 시청률 | 평균 시청률 | 7.1%           | 7.4%         | 8.3%           | 8.8%         |

## 수상 경력
- 2016년 KBS 연기대상 여자 최우수상, 베스트 커플상 김하늘
- 2016년 KBS 연기대상 미니시리즈 부문 남자 우수상, 베스트 커플상 이상윤

## 동시간대 드라마
- MBC 수목 드라마
  - 《쇼핑왕 루이》(2016년 9월 21일~2016년 11월 10일)
- SBS 드라마 스페셜
  - 《질투의 화신》(2016년 8월 24일~2016년 11월 10일)